# Svetlana Zaiman
Svitlana Mikoláyivna (Svetlana Nikoláievna) Ziman (en ruso Светлана Николаевна Зиман; 1936) es una botánica ucraniana-rusa. Ha trabajado extensamente en la taxonomía de la género  Anemone, con más de 25 identificaciones y clasificaciones de nuevas especies.
Desarrolló actividades académicas en el Departamento de Sistemática y florística de plantas vasculares, del Instituto de Botánica M.G. Jolodny de la Academia Nacional de Ciencias de Ucrania.

## Algunas publicaciones
- svetlana n. Ziman, n.m. Shyyanov, e.v. Bulakh. 2015. Типи таксонів роду Aconitum (Ranunculaceae), описаних із території України (Tipos de taxones del género Aconitum (Ranunculaceae), descriptos en el territorio de Ucrania) Український ботанічний журнал 72 (4): 325-333

- svetlana Ziman, e.v. Bulakh, olga Tsarenko. 2008. Anemone L. (Ranunculaceae): comparative morphology and taxonomy of the species from the Balkan flora. Botanica Serbica 35 (2): 87-97

- svetlana n. Ziman, e.v. Bulakh, y. Kadota, c.s. Keener. 2008. Taxonomic revision, phylogeny and transcontinental distribution of Anemone section Anemone (Ranunculaceae). Bot. J. Linnean Soc. 160 (3): 312 - 354 (resumen)

- svetlana n. Ziman, e.v. Bulakh, y. Kadota, c.s. Keener. 2008. Modern view on the taxonomy of the genus Anemone L. sensu stricto (Ranunculaceae). J. Jap. Botany 83 (3): 127-155

- S.N. Ziman, F. Ehrendorfer, C.S. Keener, W.T.Wang, S.L. Mosyakin, E.V. Bulakh, O.N. Tsarenko, B.E.Dutton, R.P. Chaudhary, Y. Kadota. 2007. Revision of Anemone sect. Himalayicae (Ranunculaceae) with three new series. Edinburgh J. of Botany 64 (1): 51 - 99. DOI: 10.1017/S0960428607000765

## Honores
Miembro de
- Sociedad Botánica de Ucrania

- La abreviatura «Ziman» se emplea para indicar a Svetlana Zaiman como autoridad en la descripción y clasificación científica de los vegetales.[1]